# Acacia beauverdiana
Acacia beauverdiana là một loài thực vật có hoa trong họ Đậu. Loài này được Ewart & Sharman miêu tả khoa học đầu tiên.